# Demetri Mitchell
Demetri Karim Mitchell (Mánchester, Inglaterra, Reino Unido, 11 de enero de 1997) es un futbolista inglés. Juega de defensa y su equipo es el Leyton Orient F. C. de la League One.

## Trayectoria
Mitchell comenzó su carrera en el Fletcher Moss Rangers; La misma academia donde compañeros de equipo como Cameron Borthwick-Jackson y Marcus Rashford comenzaron sus carreras. Se unió al United en 2013, y fue posicionado originalmente como extremo para sus equipos juveniles. Sin embargo, después de que Borthwick-Jackson fue prestado al Wolverhampton Wanderers para la temporada 2016-17, Mitchell se convirtió en lateral izquierdo en su ausencia.
Fue convocado a la plantilla principal del Manchester United el 7 de mayo de 2017, entrenando con el primer equipo antes de un choque de la Premier League contra el Arsenal, pero no fue convocado para dicho encuentro. Una semana más tarde, entró en la lista del equipo como suplente en una derrota por 2-1 ante el Tottenham Hotspur, pero de nuevo no jugó. Hizo su debut profesional en el partido final de la temporada, lo haría como titular contra el Crystal Palace.
El 11 de enero de 2018 se hizo oficial que jugaría lo que quedaba de temporada en el Heart of Midlothian en calidad de cedido. El 28 de agosto del mismo año volvió al conjunto de Edimburgo para jugar nuevamente cedido toda la temporada.
Abandonó el Manchester United una vez finalizó su contrato el 30 de junio de 2020. En septiembre firmó con el Blackpool F. C., donde jugó una temporada y media antes de volver a Escocia para jugar en el Hibernian F. C. Disputó diez partidos en un año y regresó a Inglaterra de la mano del Exeter City F. C.
El 27 de junio de 2025 fichó por el Leyton Orient F. C. como agente libre.

## Estadísticas

### Clubes
| Club                               | Div.          | Temporada     | Liga  | Liga  | Copas nacionales | Copas nacionales | Copas internacionales | Copas internacionales | Total | Total |
| Club                               | Div.          | Temporada     | Part. | Goles | Part.            | Goles            | Part.                 | Goles                 | Part. | Goles |
| ---------------------------------- | ------------- | ------------- | ----- | ----- | ---------------- | ---------------- | --------------------- | --------------------- | ----- | ----- |
| Manchester United F. C. Inglaterra | 1.ª           | 2016-17       | 1     | 0     | 0                | 0                | 0                     | 0                     | 1     | 0     |
| Manchester United F. C. Inglaterra | Total club    | Total club    | 1     | 0     | 0                | 0                | 0                     | 0                     | 1     | 0     |
| Heart of Midlothian F. C. Escocia  | 1.ª           | 2017-18       | 9     | 0     | 2                | 1                | —                     | —                     | 11    | 1     |
| Heart of Midlothian F. C. Escocia  | 1.ª           | 2018-19       | 20    | 0     | 3                | 1                | —                     | —                     | 23    | 1     |
| Heart of Midlothian F. C. Escocia  | Total club    | Total club    | 29    | 0     | 5                | 2                | 0                     | 0                     | 34    | 2     |
| Blackpool F. C. Inglaterra         | 3.ª           | 2020-21       | 35    | 1     | 4                | 0                | —                     | —                     | 39    | 1     |
| Blackpool F. C. Inglaterra         | 2.ª           | 2021-22       | 13    | 0     | 1                | 0                | —                     | —                     | 14    | 0     |
| Blackpool F. C. Inglaterra         | Total club    | Total club    | 48    | 1     | 5                | 0                | 0                     | 0                     | 53    | 1     |
| Hibernian F. C. Escocia            | 1.ª           | 2021-22       | 6     | 1     | 1                | 1                | —                     | —                     | 7     | 2     |
| Hibernian F. C. Escocia            | 1.ª           | 2022-23       | 3     | 0     | 0                | 0                | —                     | —                     | 3     | 0     |
| Hibernian F. C. Escocia            | Total club    | Total club    | 9     | 1     | 1                | 1                | 0                     | 0                     | 10    | 2     |
| Exeter City F. C. Inglaterra       | 3.ª           | 2022-23       | 16    | 2     | —                | —                | —                     | —                     | 16    | 2     |
| Exeter City F. C. Inglaterra       | 3.ª           | 2023-24       | 14    | 2     | 3                | 1                | —                     | —                     | 17    | 3     |
| Exeter City F. C. Inglaterra       | 3.ª           | 2024-25       | 23    | 4     | 5                | 3                | —                     | —                     | 28    | 7     |
| Exeter City F. C. Inglaterra       | Total club    | Total club    | 53    | 8     | 8                | 4                | 0                     | 0                     | 61    | 12    |
| Leyton Orient F. C. Inglaterra     | 3.ª           | 2025-26       | 0     | 0     | 0                | 0                | —                     | —                     | 0     | 0     |
| Leyton Orient F. C. Inglaterra     | Total club    | Total club    | 0     | 0     | 0                | 0                | 0                     | 0                     | 0     | 0     |
| Total carrera                      | Total carrera | Total carrera | 140   | 10    | 19               | 7                | 0                     | 0                     | 159   | 17    |
| 1.                                 |               |               |       |       |                  |                  |                       |                       |       |       |

## Palmarés

### Campeonatos internacionales
| Título                      | Selección         | Sede  | Año  |
| --------------------------- | ----------------- | ----- | ---- |
| Campeonato de Europa Sub-17 | Inglaterra sub-17 | Malta | 2014 |